# ونتگ (واشینگتن)
ونتگ، واشینگتن (به انگلیسی: Vantage, Washington) یک (به انگلیسی: census-designated place) در ایالات متحده آمریکا است که در شهرستان کیتیتاس، واشینگتن واقع شده‌است.

## خصوصیات
ونتگ ۰٫۸ کیلومترمربع مساحت و ۷۰ نفر جمعیت دارد و ۲۰۲ متر بالاتر از سطح دریا واقع شده‌است.